# Firestarter (chanson)
 (mars 2025).
Si vous disposez d'ouvrages ou d'articles de référence ou si vous connaissez des sites web de qualité traitant du thème abordé ici, merci de compléter l'article en donnant les références utiles à sa vérifiabilité et en les liant à la section « Notes et références ».
Pour les articles homonymes, voir Firestarter.
Singles de The Prodigy
Poison
(1995) Breathe
(1996)
Clip vidéo
[vidéo] « Firestarter », sur YouTube
Firestarter est une chanson du groupe britannique The Prodigy parue en single le 18 mars 1996.
Au Royaume-Uni, elle entre directement à la 1re place du classement officiel de singles pour la semaine du 24 au 30 mars 1996 et y reste encore deux semaines (pour une présence totale de 61 semaines dans le classement).
Cette chanson est ensuite parue sur l'album The Fat of the Land sorti le 30 juin de l'année suivante (1997).

## Reprises
La chanson a été notamment reprise par Gene Simmons (du groupe de rock Kiss) sur son album Asshole sorti en 2004.
En 2012, Torre Florim du groupe néerlandais De Staat reprend le titre avec un sample du titre original. Cette version sera diffusée dans la bande originale du jeu vidéo Just Cause 3 en 2015.

## Classements
| Classement (1996–97)           | Meilleure position |
| ------------------------------ | ------------------ |
| Royaume-Uni (UK Singles Chart) | 1                  |
| États-Unis (Hot 100)           | 30                 |
| États-Unis (Alternative Songs) | 24                 |